# Ernst Ehrlicher
Ernst Ehrlicher (* 3. Dezember 1872 in Neustadt bei Coburg; † 12. April 1951 in Hildesheim) war von 1909 bis 1937 gewählter und vom 8. April bis zum 31. Juli 1945 von der britischen Militärregierung eingesetzter Oberbürgermeister der Stadt Hildesheim. Als städtischer Vertreter war er außerdem bis 1918 Mitglied des Preußischen Herrenhauses, bis 1933 Mitglied des Preußischen Staatsrates und von 1916 bis 1932 Mitglied im Provinziallandtag der Provinz Hannover.

## Biographie
Nach dem Besuch des Gymnasiums Casimirianum in Coburg studierte Ernst Ehrlicher Rechtswissenschaft und Volkswirtschaft in Jena, wo er Mitglied der Burschenschaft Arminia auf dem Burgkeller wurde, und Berlin. 1896 legte er die erste juristische Staatsprüfung ab und wurde zum Dr. jur. promoviert. 1900 zweite juristische Staatsprüfung in Jena. Von 1902 bis 1905 war er zweiter juristischer Stadtrat in Dessau und von 1906 bis 1909 zweiter Bürgermeister in Halberstadt.
Im Juli 1909 wurde er zum Oberbürgermeister von Hildesheim gewählt. Ehrlicher sorgte für den Anschluss an das deutsche Wasserstraßennetz durch den Bau des Stichkanals Hildesheim sowie für die Errichtung des Hildesheimer Hafens. Als der Rat der Stadt Hildesheim in seiner Sitzung am 22. November 1937 schließlich einen Betrag von 20.000 RM für die Errichtung des Kriegerdenkmals am Galgenberg bewilligte, sprach Ehrlicher von einer „Ehrenpflicht“ der Stadt gegenüber dem Infanterie-Regiment „von Voigts-Rhetz“ (3. Hannoversches) Nr. 79 und betonte die „treue Verbundenheit“ mit diesem und seinen im Ersten Weltkrieg Gefallenen.
Von 1916 bis 1925 vertrat er den Wahlkreis Hildesheim-Stadt im Provinziallandtag. Er war auf der Liste der DVP gewählt worden. 1925 wurde er für den Wahlbezirk Gronau und Alfeld und die Vereinigte Hannoversche Provinzialliste erneut gewählt. Bei der Wahl 1929 trat er wieder für die DVP in Hildesheim-Stadt an. 1932 kandidierte er nicht erneut.
Nach der Machtergreifung der Nationalsozialisten versuchten lokale NSDAP-Funktionäre Ehrlicher aus dem Amt zu entfernen, waren damit aber nicht erfolgreich. 1937 trat er in den Ruhestand. Nach dem Zweiten Weltkrieg wurde er von den Besatzungsbehörden erneut als Oberbürgermeister eingesetzt.
1950 wurde er Ehrenbürger der Stadt, 1959 wurde im Stadtbezirk Drispenstedt die Ehrlicherstraße nach ihm benannt. Auch der Ernst-Ehrlicher-Park trägt seinen Namen.
1978 kam es im Zusammenhang mit einer Diskussion um die ehemalige Jüdische Gemeinde in Hildesheim auch zur öffentlichen Debatte über Ehrlichers Verhalten während der NS-Zeit. Von Kritikern wurde ihm seine Amtszeit ab 1933 vorgehalten. Es ging um die im April 1933 einstimmig verabschiedete Ehrenbürgerschaft für Adolf Hitler und insbesondere um Äußerungen Ehrlichers aus dem März 1933, in denen er die Bevölkerung um des „Endziels“ willen zur Akzeptanz des Hitlerregimes aufgerufen hatte. Die konservativen Teile der Hildesheimer Öffentlichkeit, darunter die Hildesheimer CDU und der Stadtarchivleiter Helmut von Jan, verteidigten Ehrlichers Verhalten mit dem Argument, er habe in den ersten Jahren der Naziherrschaft die weitere Entwicklung Hitlers und des Naziregimes nicht absehen können. Konsequenzen hatte die Debatte nicht.